# Lancelot Ware

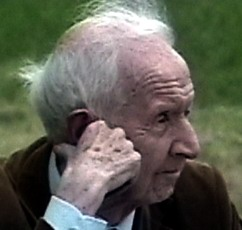
Ware im Mai 1999

Lancelot Lionel Ware OBE (* 5. Juni 1915 in Mitcham, Surrey; † 15. August 2000) war ein englischer Rechtsanwalt und Mitgründer von Mensa International.
Lancelot Wares Berühmtheit gründet sich hauptsächlich auf die Gründung von Mensa International, die bekannte internationale Gesellschaft für Hochbegabte, gemeinsam mit dem australischen Anwalt Roland Berrill im Jahr 1946. Ursprünglich sollte der Verein „High IQ Club“ heißen.
Ware wurde als ältester Sohn eines Geschäftsmannes und einer Musikerin geboren. Er war auf der Steyning Grammar School und der Sutton Grammar School. Später besuchte er Imperial College London und studierte Mathematik, gefolgt von einem Doktortitel (PhD) in Biochemie. Er war an medizinischer Forschung zusammen mit Sir Henry Dale am National Institute for Medical Research in Hampstead, London beteiligt und wurde ein nicht-klinischer medizinischer Forscher und Dozent für Biochemie am St Thomas’ Hospital in London.
Während des Zweiten Weltkriegs arbeitet Ware an der geheimen militärischen Forschungseinrichtung Porton Down. Danach arbeitete er für die Boots Company in Nottingham. Während dieser Zeit lernte er IQ-Tests kennen. Am Ende des Kriegs 1945, begann er ein Rechtsstudium am Lincoln College, Oxford. Während seiner Zeit an der Oxford, gründete er am 1. Oktober 1946 Mensa International. Ursprünglich sollte die Gesellschaft die 1 % intelligentesten Mitglieder der Gesellschaft versammeln, durch einen Rechenfehler kam man dann zu den intelligentesten 2 % der Gesellschaft, was bis heute das Beitrittskriterium für Mensa ist.
Ware trat 1983 dem Athenaeum Club für Intellektuelle bei. Er wurde mit dem OBE ausgezeichnet, um seine Leistungen für das Institute of Patentees and Inventors zu belohnen, welchem er jahrelang vorsaß. Ware trat 1985 in den Ruhestand und lebte dann zunächst in Surrey, London, Exeter und später wieder in Surrey.